# Tiro ai XX Giochi dei piccoli stati d'Europa
Le competizioni di tiro a segno ai XX Giochi dei piccoli stati d'Europa si sono svolte dal 27 al 29 maggio 2025 ad Andorra la Vella.

## Podi

### Uomini
| Evento                          | Oro                   | Argento          | Bronzo            |
| 10 m pistola ad aria compressa  | Jon Thor Sigurdsson   | Ívar Ragnarsson  | Rafail Dimitriou  |
| 10 m carabina ad aria compressa | Achilleas Sophocleous | Miloš Božović    | Luca Klein        |
| Trap                            | Gian Marco Berti      | Nikolas Kyriakou | Gianluca Chetcuti |

### Donne
| Evento                          | Oro                | Argento            | Bronzo                 |
| 10 m pistola ad aria compressa  | Nevena Šaranović   | Constantina Pratsi | Christiana Georgiou    |
| 10 m carabina ad aria compressa | Leonie Mautz       | Isaure Gofette     | Kristina Popović       |
| Trap                            | Alessandra Perilli | Annita Koukkoulli  | Georgia Konstantinidou |

## Medagliere
| Pos.   | Paese         | Oro | Argento | Bronzo | Totale |
| ------ | ------------- | --- | ------- | ------ | ------ |
| 1      | San Marino    | 2   | 0       | 0      | 2      |
| 2      | Cipro         | 1   | 3       | 3      | 7      |
| 3      | Montenegro    | 1   | 1       | 1      | 3      |
| 4      | Islanda       | 1   | 1       | 0      | 2      |
| 5      | Liechtenstein | 1   | 0       | 0      | 1      |
| 6      | Lussemburgo   | 0   | 1       | 0      | 1      |
| 7      | Monaco        | 0   | 0       | 1      | 1      |
| 7      | Malta         | 0   | 0       | 1      | 1      |
| Totale | Totale        | 6   | 6       | 6      | 18     |